# Cavernularia vansyoci
Cavernularia vansyoci är en korallart som beskrevs av Williams 2005. Cavernularia vansyoci ingår i släktet Cavernularia och familjen Veretillidae. Inga underarter finns listade i Catalogue of Life.